# Съдията Ди
Съдията Ди (или, Ди Жендзие) е литературен персонаж, главен герой в поредицата исторически криминални романи на Роберт ван Хюлик, действието на които се развива през VІІ век в средновековен Китай, по времето на управлението на династията Тан.

## Прототип
Магистратът Ди Жендзие е роден през 630 година в Анян, столица на провинция Шанси. След като завършва образованието си, през 650 година е назначен за секретар на Имперския архив, пост, който до голяма степен дължи на своя баща. Известно е, че умира през 700 година. В старите хроники той е запечатан като справедлив и мъдър управник.

## Литературен герой
През 1949 г. в Токио, нидерландския писател Роберт ван Хюлик, който работи към военната мисия на страната си в японската столица, превежда от китайски и публикува в малък тираж китайски криминален роман от ХVІІІ век на анонимен автор, състоящ се от три епизода, и озаглавен „Ди Гунан“ („Съдебните дела на Ди“), чрез които западният читател за първи път се запознава с името и подвизите на един от героите на традиционния китайски „съдебен“ роман Ди Жъндзие. Следващата година Роберт ван Хюлик решава сам да започне да пише романи, макар да няма никакъв опит в областта на художествената проза. Намерението му било да покаже на китайския и японския читател колко по-висока стойност имат традиционните им творби в сравнение с преводните западни криминални романи, продавани по сергиите на Токио и Шанхай. Така се ражда поредицата криминални романи за съдията Ди.